# Charles Vareilles

a Compétitions nationales et continentales officielles uniquement.

b Matchs officiels uniquement.
Charles Vareilles est un joueur français de rugby à XV, né le 25 juillet 1885 à Poulo Condor, décédé le 15 janvier 1929 à Biên Hòa en Indochine française, de 1,68 m pour 72 kg, ayant occupé le poste de trois-quarts aile (le plus souvent à gauche) au Stade français.

## Biographie

### Vie privée
Charles Gabriel Vareilles, naît à dans l'archipel de Poulo Condor (Indochine française), surtout connu pour son bagne. Ses parents sont Joseph Adrien Vareilles, maître d'hôtel et navigateur né à Sénergues dans l'Aveyron,  et Angèle Justine Defour, née à Clérieux dans la Drôme. Il a un frère, Joseph Adrien Justin Vareilles né le 22 octobre 1884 à Toulon où demeure alors la famille. Ce dernier se marie le 11 novembre 1916 à Versailles avec Marguerite Eugénie Brun.
Le 8 novembre 1916, Charles Vareilles épouse Ambroisine Laure Clémence Magnier à la mairie de La Garenne-Colombes (née le 2 octobre 1894 à Laviéville dans la Somme et domiciliée à Châtillon-Saint-Jean dans la Drôme). À cette époque, Charles Vareilles, alors étudiant en médecine à Lyon, est mobilisé dans le 6e détachement télégraphiste du 8e régiment du génie. Il est fait prisonnier au cours de la Première guerre mondiale.
Le couple a deux enfants dont le premier est né hors-mariage: Simone (19 janvier 1916-19 mai 2003), et Yvonne (17 novembre 1918-23 mai 1959).
Il exerça par la suite le métier pharmacien tout en demeurant à La Garenne-Colombes.
Il meurt le 15 janvier 1929 à Biên Hòa.

### Carrière sportive

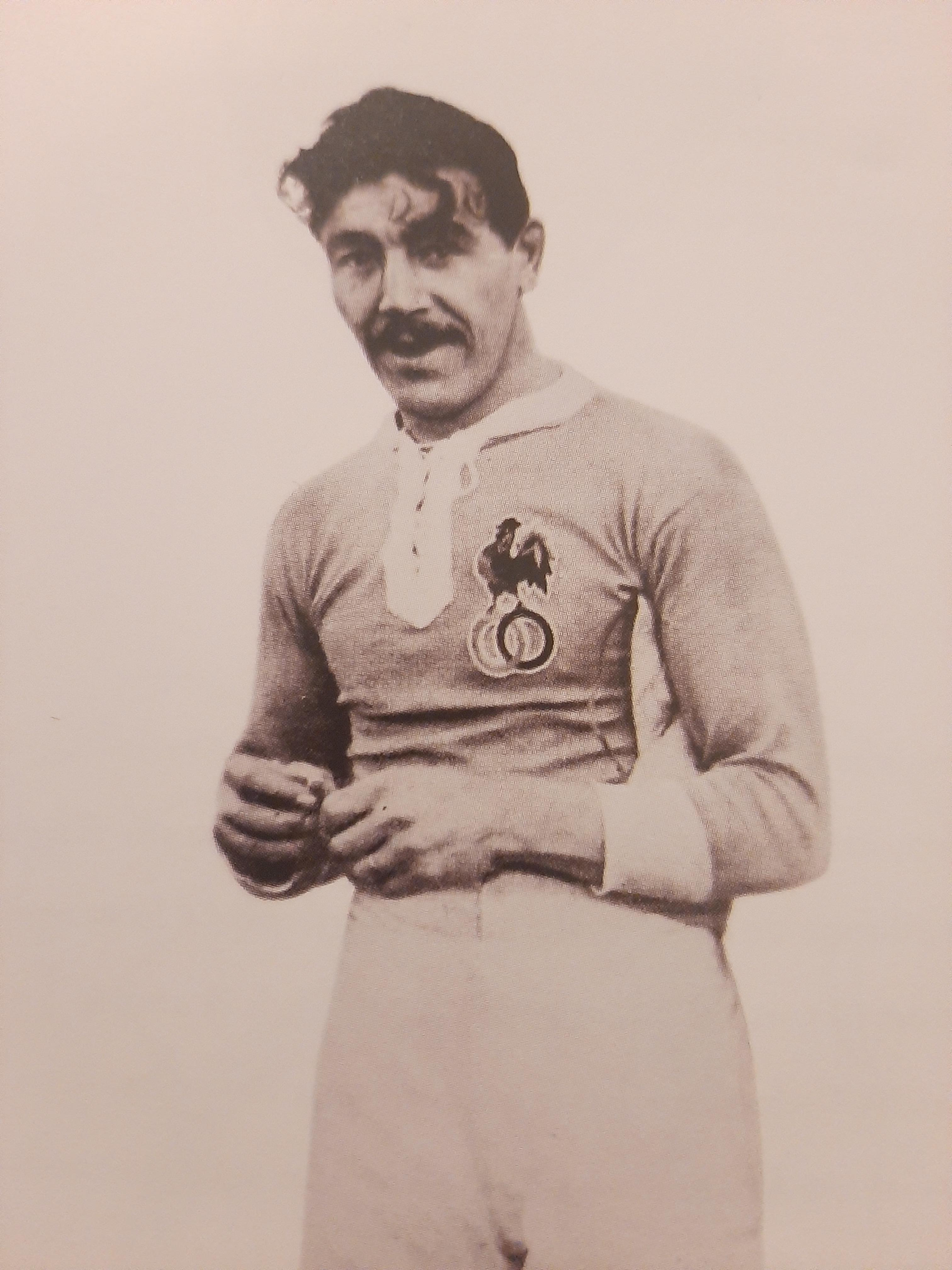
Charles Vareilles en équipe de France de rugby en 1908

Charles Vareilles est le premier français à inscrire un drop lors d'un match international. C'était face au Pays de Galles en 1908 à Cardiff.  
Il intègre l'équipe de l'US Romans Péage lors de la saison 1910-1911 au sein de laquelle il endosse le rôle de capitaine,.   
En 1911, alors qu'il doit jouer un match face à l'Écosse, il descend trop longtemps à la gare de Melun durant son trajet pour se rendre au match, et son train repart sans lui. Il arrive pourtant juste au moment du coup d'envoi, mais Allan Muhr, le patron des sélectionneurs, a décidé de titulariser André Francquenelle à sa place. Cependant, ce dernier manque aussi son train, à la gare Saint-Lazare cette fois, et n'arrive pas à l'heure. Il est alors demandé à un spectateur, Rémi Laffitte, un joueur du SCUF sélectionné à deux reprises l'année passée, de jouer à leur place.   
Le 6 juillet 1912, Charles Vareilles intervient par écrit auprès des dirigeants de l'Olympique de Marseille dans le but d'intégrer l'effectif olympien pour une seconde saison consécutive, en échange d'une rémunération, ce qui était strictement interdit à l'époque. L'OM éconduit Vareilles puis le dénonce à l'USFSA en publiant transmettant sa lettre à la presse lorsque celui-ci s'engage finalement avec les rivaux du RCU Marseille. La sanction est sans appel : Charles Vareilles est radié par la fédération en décembre 1912.

### Affaire judiciaire
Employé au sein d'une pharmaceutique de Marseille, il est jugé le 17 novembre 1913 dans le cadre d'un trafic de cocaïne organisé avec la complicité de son patron. Le pharmacien, M. Perraut, est condamné à 300 francs d'amende tandis que Charles Vareilles écope de 20 jours de prison et 100 francs d'amende.

## Palmarès
- 5 sélections en équipe de France de 1907 à 1910
- Champion de France en 1908
- Vice-champion de France en 1905, 1906 et 1907

### Matchs internationaux
| #  | Date             | Lieu                           | Adversaire     | Résultat | Points marqués    | Competition              |
| -- | ---------------- | ------------------------------ | -------------- | -------- | ----------------- | ------------------------ |
| 1. | 5 janvier 1907   | Athletic Ground (Londres)      | Angleterre     | 13-41    | 0 point           | Test match               |
| 2. | 1er janvier 1908 | Stade du Matin (Colombes)      | Angleterre     | 0-19     | 0 point           | Test match               |
| 3. | 2 mars 1908      | Cardiff Arms Park (Cardiff)    | Pays de Galles | 4-36     | 4 points (1 drop) | Test match               |
| 4. | 22 janvier 1910  | Stade d'Inverleith (Édimbourg) | Écosse         | 0-27     | 0 point           | Tournoi des Cinq Nations |
| 5. | 3 mars 1910      | Parc des Princes (Paris)       | Angleterre     | 3-11     | 0 point           | Tournoi des Cinq Nations |